# Natalja Makagonowa
Natalja Andriejewna Makagonowa (ros. Наталья Андреевна Макагонова; ur. 15 lutego 1992 w Soczi) – rosyjska narciarka dowolna, specjalizująca się w halpipie, która starty w Pucharze Świata rozpoczęła w 2013 r. Była ona uczestniczką Zimowych Igrzysk Olimpijskich w Soczi, w 2014 r.

## Osiągnięcia

### Igrzyska olimpijskie
| Miejsce | Dzień     | Rok  | Miejscowość | Konkurencja | Wynik     | Zwyciężczyni  | Źródło |
| ------- | --------- | ---- | ----------- | ----------- | --------- | ------------- | ------ |
| 20.     | 20 lutego | 2014 | Roza Chutor | halfpipe    | 43.80 pkt | Maddie Bowman | [ 1 ]  |

### Mistrzostwa świata
| Miejsce | Dzień   | Rok  | Miejscowość | Konkurencja | Wynik     | Zwyciężczyni    | Źródło |
| ------- | ------- | ---- | ----------- | ----------- | --------- | --------------- | ------ |
| 21.     | 7 marca | 2013 | Oslo        | halfpipe    | 34.00 pkt | Virginie Faivre | [ 2 ]  |

### Puchar Świata

#### Pozycje w klasyfikacji generalnej
| Sezon     | Miejsce | Punkty |
| --------- | ------- | ------ |
| 2012/2013 | 148     | 5      |
| 2013/2014 | 164     | 4      |

#### Pozycje w poszczególnych zawodach

##### Halfpipe
| Sezon 2012/2013                                                       |                       |                |                    |                     |        |        |        |        |        |        |        |         |         |         |         |         |         |         |         |
| Cardrona 22.08                                                        | Copper Mountain 11.01 | Park City 2.02 | Soczi 16.02        | Sierra Nevada 25.03 | Punkty | Punkty | Punkty | Punkty | Punkty | Punkty | Punkty | Punkty  | Pozycja | Pozycja | Pozycja | Pozycja | Pozycja | Pozycja | Pozycja |
| -                                                                     | -                     | 27             | 24                 | 18                  | 24     | 24     | 24     | 24     | 24     | 24     | 24     | 24      | 31      | 31      | 31      | 31      | 31      | 31      | 31      |
| Sezon 2013/2014                                                       |                       |                |                    |                     |        |        |        |        |        |        |        |         |         |         |         |         |         |         |         |
| Cardrona 17.08                                                        | Copper Mountain 20.12 | Calgary 3.01   | Breckenridge 12.01 | Punkty              | Punkty | Punkty | Punkty | Punkty | Punkty | Punkty | Punkty | Pozycja | Pozycja | Pozycja | Pozycja | Pozycja | Pozycja | Pozycja | Pozycja |
| -                                                                     | 24                    | 18             | 29                 | 22                  | 22     | 22     | 22     | 22     | 22     | 22     | 22     | 33      | 33      | 33      | 33      | 33      | 33      | 33      | 33      |
| Legenda                                                               |                       |                |                    |                     |        |        |        |        |        |        |        |         |         |         |         |         |         |         |         |
| 1 2 3 4-10 11-30 31-100 wyniki anulowane - – zawodnik nie wystartował |                       |                |                    |                     |        |        |        |        |        |        |        |         |         |         |         |         |         |         |         |